# Colin James
Colin James, nome artístico de Colin James Munn, (Regina, 17 de agosto de 1964) é um cantor, produtor e letrista canadense.

## Prêmios Juno
Colin James foi indicado para 14 prêmios Juno, vencendo seis deles.

### Prêmios vencidos
- 1989 - "Vocalista masculino mais promissor do ano"
- 1991 - "Single do ano" por "Just Came Back"
- 1991 - "Vocalista masculino do ano"
- 1996 - "Vocalista masculino do ano"
- 1998 - "Melhor Álbum de Blues por National Steel"
- 1999 - "Melhor produtor" por "Let's Shout" and "C'mon with the C'mon" do Colin James and the Little Big Band II

### Indicações
- 1989 - "Entertainer canadense do ano"
- 1991 - "Entertainer canadense do ano"
- 1992 - "Entertainer canadense do ano"
- 1994 - "Melhor álbum de blues/gospel" por Colin James and The Little Big Band
- 1995 - "Vocalista masculino do ano"
- 1996 - "Melhor vídeo" por "Freedom"
- 1998 - "Melhor vocalista masculino"
- 1999 - "Melhor Álbum de Blues por Colin James and the Little Big Band II"

## Discografia

### Álbuns de estúdio
- Colin James (1988)
- Sudden Stop (1990)
- Colin James and the Little Big Band (1993)
- Bad Habits (1995)
- National Steel (1997)
- Colin James and the Little Big Band II (1998, #14 na Top Canadian Albums[2]
- Fuse (2000)
- Traveler (2003)
- Limelight (2005)
- Colin James & The Little Big Band 3 (2006)
- Colin James & The Little Big Band: Christmas (2007)
- Rooftops and Satellites (2009)
- Twenty Five Live (2013)

### Coletâneas
- Then Again... (1995)

### Participações especiais
- The Chieftains - Another Country (1992)
- JW-Jones Blues Band - My Kind of Evil (2004)
- Craig Northey e Jesse Valenzuela - Northey Valenzuela (2004)
- Corner Gas

### Singles
- 1987:
  - "Five Long Years" (independente)
- 1988:
  - "Voodoo Thing" (#30 na Mainstream Rock[2])
- 1989:
  - "Dream of Satin"
  - "Chicks and Cars and the Third World War"
  - "Five Long Years" (Virgin Records)
  - "Why'd You Lie"
  - "Back in My Arms Again"
- 1990:
  - "Just Came Back"(#7 na Mainstream Rock[2])
  - "Keep On Loving Me Baby"(#21 na Mainstream Rock[2])
  - "If You Lean On Me"
  - "T Stands for Trouble"
  - "Give It Up" (com Bonnie Raitt)
- 1992:
  - "Love Thang"
- 1993:
  - "Cadillac Baby"
- 1994:
  - "Surely (I Love You)"
  - "Breakin' Up the House"
  - "No More Doggin'"
- 1995:
  - "Freedom"
  - "Saviour"
- 1996:
  - "Real Stuff"
- 1998:
  - "Let's Shout (Baby Work Out)"
  - "C'mon with the C'mon"
- 2000:
  - "Hide"
  - "Getting Higher"
- 2003:
  - "I'm Losing You"
  - "Make A Mistake"
- 2004:
  - "Know How To Love You"
- 2005:
  - "Far Away Like A Radio"
  - "Better Way To Heaven"
  - "Travelin'"
- 2006:
  - "Into The Mystic"
  - "If You Need Me"
- 2009:
  - "Man's Gotta Be A Stone"
  - "Lost Again"
  - "Wavelength"
- 2010:
  - "Johnny Coolman"